# Pełczyska (powiat zgierski)
Pełczyska – wieś w Polsce położona w województwie łódzkim, w powiecie zgierskim, w gminie Ozorków.
Wieś kustosza kapituły kolegiaty łęczyckiej w powiecie łęczyckim województwa łęczyckiego w końcu XVI wieku.
W latach 1975–1998 miejscowość administracyjnie należała do ówczesnego województwa łódzkiego.